# 體積光

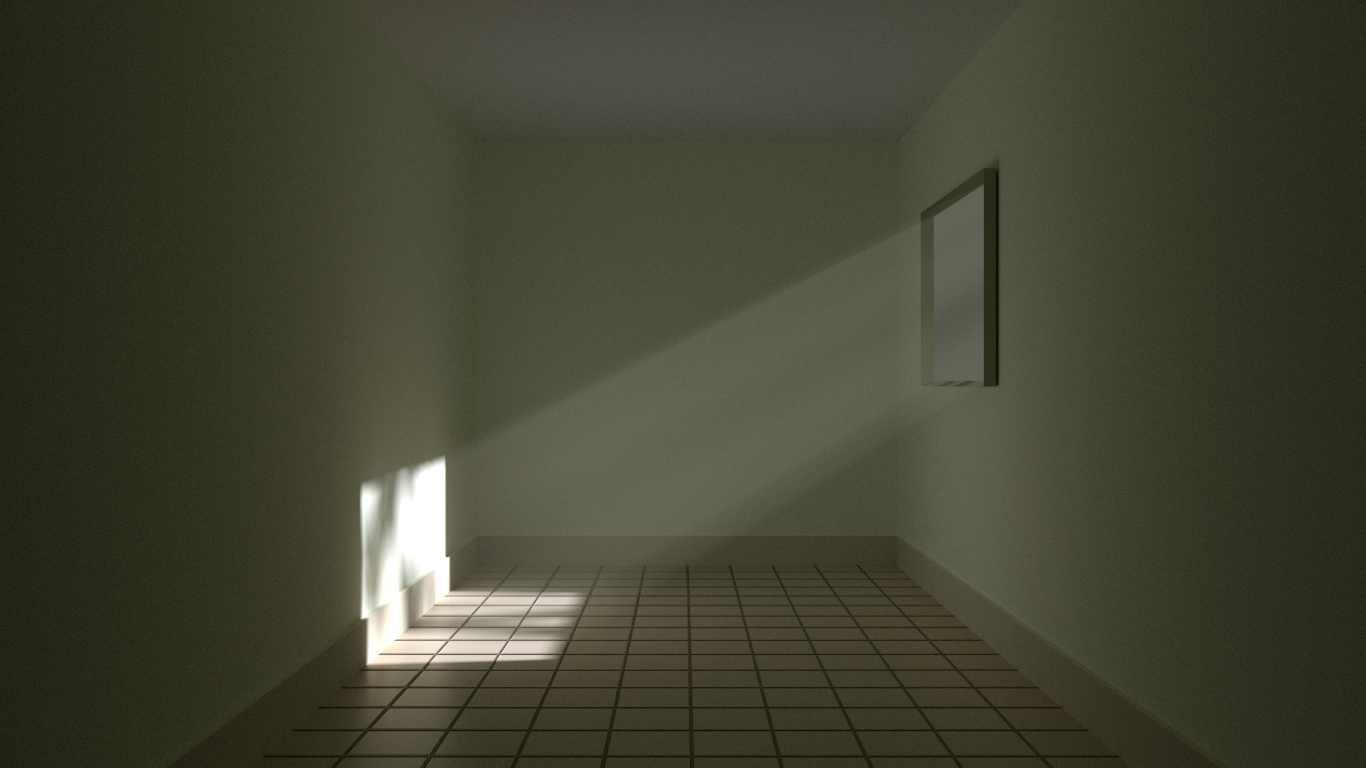
體積光的一個例子

体积光是3D计算机图形学中用于为渲染的场景添加照明效果的一种技术。它可以让用戶看到光束效果，例如在一個畫面中用戶能看到太阳光束射入敞开的窗户，這就是典型的體積光技術體現。體積光被广泛应用于3D建模和渲染，特別是在3D游戏领域。 